# 사이토 가즈키 (1996년)
사이토 가즈키(일본어: 齋藤 和希, 1996년 7월 26일~)는 일본의 축구 선수이다.

## 구단 경력
그는 2019년 J3리그의 카탈레 도야마에 입단했고, 6년동안 팀에서 뛰었다. 2025년 도호 티타늄로 이적했다.